# Askhanakeran
Askhanakeran är en ort i Azerbajdzjan.   Den ligger i distriktet Astara Rayonu, i den södra delen av landet, 230 kilometer sydväst om huvudstaden Baku. Askhanakeran ligger 761 meter över havet och antalet invånare är 1 066.
Terrängen runt Askhanakeran är kuperad norrut, men söderut är den bergig. Terrängen runt Askhanakeran sluttar österut. Närmaste större samhälle är Kizhaba, 16,2 kilometer öster om Askhanakeran. 
I omgivningarna runt Askhanakeran växer i huvudsak blandskog. Runt Askhanakeran är det ganska tätbefolkat, med 129 invånare per kvadratkilometer.